# ギヨーム・ガリエンヌ
ギヨーム・ガリエンヌ（Guillaume Gallienne、1972年2月8日 - ）は、フランス。パリ近郊高級地ヌイイ＝シュル＝セーヌ生まれの俳優・演出家。

## プロフィール
1991年よりフロラン俳優学校自由クラスで演技を学び、在学中シャルル・ネメス監督作「Tableau d'honneur」(1992年仏公開)の役を得て、映画初出演。93年にはニューヨークのスタジオでも研鑽を積む。95年にフロランを卒業した後、コンセルヴァトワールに入学し、ドミニク・ヴァラディエ、ステファンヌ･ブロンシュヴェーグ、ダニエル・メスギッシュといった名手のクラスで演技を学ぶ。
在学中から頭角を現し、1995年メスギッシュ演出によるコメディ・フランセーズの演目、ラシーヌ作《ミトリダート》でアルカスを演じた。1998年に卒業すると同時に、同劇団員になり、メスギッシュ演出《アンドロマック》《ミトリダート》《パリの生活》《テンペスト》、シモン・エーヌ演出《女学者》、エリック・ヴィニェ演出《女房学校》、アンジェイ・セヴェリン演出《十二夜》などに次々出演。2005年には513人目の正会員 Sociétaire de la Comédie-Françaiseに昇格して、劇団を代表するスターとなった。
一方、母親によって女の子のように育てられた経験をもとにした戯曲を劇団以外で上演して評判となり、これを自らの監督・脚本・主演で『不機嫌なママにメルシィ!』(2013)として映画化。これが大評判となり、第39回セザール賞 の10部門でノミネートされ、作品賞、脚色賞、男優賞など5部門で受賞となる快挙を成し遂げた。
2016年は、ポール・セザンヌを演じた主演映画に続いて、トニー賞受賞演出家イヴォ・ヴァン・ホーヴェがルキノ・ヴィスコンティの『地獄に堕ちた勇者ども』を舞台化する「Les Damnés」でフリードリヒ・ブルックマン(ダーク・ボガードが演じた役)を夏のアヴィニョン演劇祭で初演後、本家コメディ・フランセーズで演じる。
2017年6月には、パリ・オペラ座の依頼を受けて、ジョアキーノ・ロッシーニの歌劇《チェネレントラ》でオペラ演出家としてデビューする。

## 主な出演作品
- 1995：サブリナ Sabrina
- 1997：タンゴ・レッスン The Tango Lesson
- 2003：メグレ警視/メグレと老外交官の死 Maigret et la Princesse (TV)
- 2003：花咲ける騎士道 Fanfan la Tulipe
- 2003：イブラヒムおじさんとコーランの花たち Monsieur Ibrahim et les Fleurs du Coran
- 2004：ナルコ Narco (ププキン役)
- 2006：マリー・アントワネット Marie Antoinette
- 2006：モンテーニュ通りのカフェ Fauteuils d'orchestre (パスカル役)
- 2008：サガン -悲しみよ こんにちは- Sagan (ジャック・コワレーズ役)
- 2008：ナショナル・トレジャー リンカーン暗殺者の日記 National Treasure: Book of Secrets (カメオ)
- 2009：オーケストラ! Le Concert
- 2012：詩人、愛の告白 Confession d'un enfant du siècle (WOWOW放映後、DVD発売)
- 2012：アステリックスの冒険〜秘薬を守る戦い Astérix et Obélix : Au service de Sa Majesté (ジョリトリックス役) (WOWOW放映後、DVD発売)
- 2013：不機嫌なママにメルシィ! Les Garçons et Guillaume, à table !
- 2014：イヴ・サンローラン Yves Saint Laurent (film) (ピエール・ベルジェ役)
- 2014：パディントン Paddington (パディントン役/仏語版の声優)
- 2015：リトルプリンス 星の王子さまと私 Le Petit Prince (蛇役/仏語オリジナル版の声優)
- 2016：愛の監獄 Éperdument (ジャン・フィルミノ役) (日本劇場未公開)
- 2016：セザンヌと過ごした時間 Cézanne et Moi (ポール・セザンヌ役)
- 2020：フレンチ・ディスパッチ ザ・リバティ、カンザス・イヴニング・サン別冊 The French Dispatch